# Hugo Mehlhorn
Hugo Mehlhorn (* im 19. Jahrhundert; † März 1931) war ein Fotograf aus Sachsen, der lange in der Schweiz tätig war.

## Leben
Hugo Mehlhorn war ungefähr von 1899 bis 1930 in La Chaux-de-Fonds tätig. Dort dokumentierte er z. B. die Einweihung des Monument de la République am 4. September 1910.
Mehlhorn hatte Mathilde Erler aus Sachsen geheiratet und mit ihr auch eine Tochter namens Elsa-Lydia-Mathilde bekommen. Aber offenbar waren beide schon nicht mehr am Leben, als Hugo Mehlhorn im März 1931 im Spital von La Chaux-de-Fonds starb. Die Todesanzeige, die am 17. März 1931 in der Zeitung L’Impartial erschien, lautete: «Wir erfüllen hiemit die schmerzliche Pflicht, Freunde und Bekannte von dem Ableben, nach kurzer Krankheit, unseres langjährigen Mitgliedes Herrn Hugo Mehlhorn, Photograph, in Kenntnis zu setzen. La Chaux-de-Fonds, den 16. März 1931. Gesellschaft «Frohsinn». Deutsche Uhrmacher Krankenkasse. Die Beerdigung findet Mittwoch, den 18. März um 1 1/2 Uhr, vom Spital aus statt.»
Mehlhorn produzierte auch Ansichtskarten. Seine Werke befinden sich im Dokumentationszentrum Mémoires d’ici in Saint-Imier und in der Biblothèque de la Ville de La Chaux-de-Fonds.

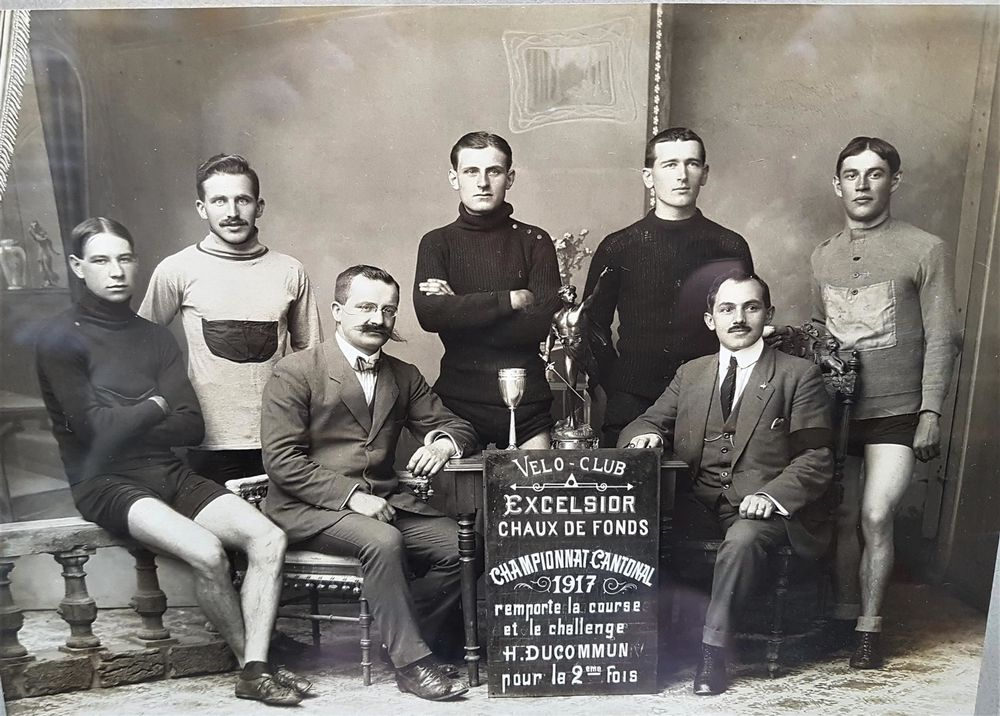
Velo-Club «Excelsior», 1917
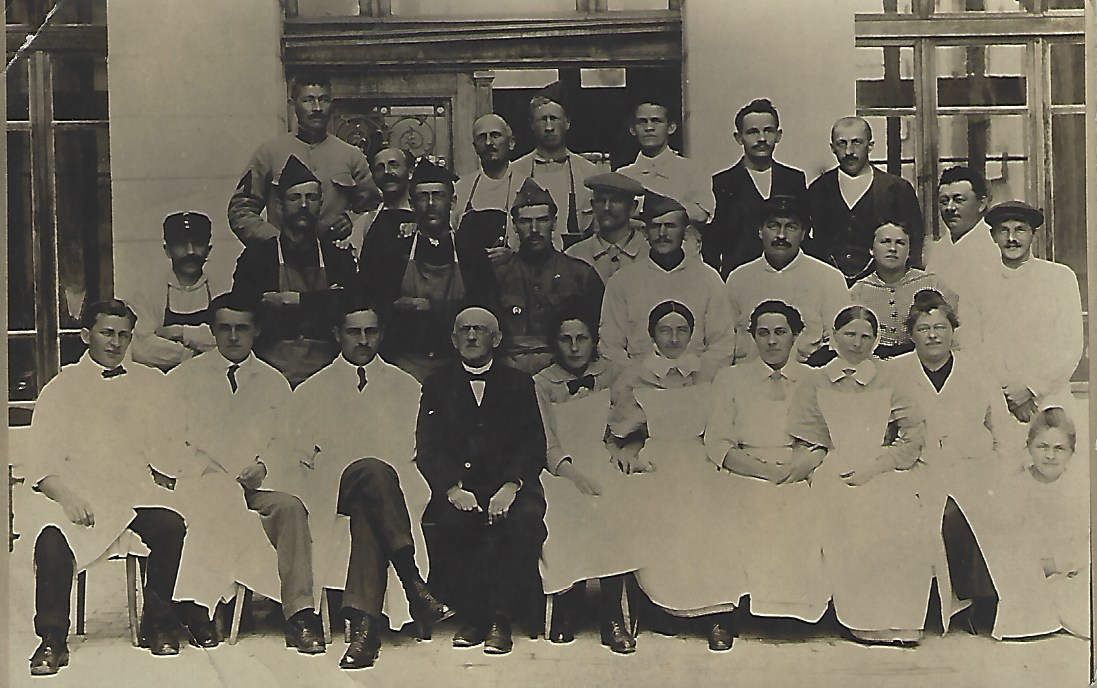
Personal des alten Hospitals in La Chaux-de-Fonds
Porträt einer jungen Frau, abfotografiert von Eugène Cattin